# کمونالیسم
کمونالیسم معمولاً به گرایشی اشاره دارد که خواستار ادغام مالکیت اشتراکی و فدراسیونهای جوامع مستقل محلی است. سوسیالیست لیبرترین برجسته، ماری بوکچین، فلسفه سیاسی کمونالیسم را چنین تعریف می‌کند: «نظریهٔ یک حکومت یا یک سیستم حکومتی که جوامع مستقل آن در فدراسیون سهیم هستند» همچنین «اصول و شیوه مالکیت اشتراکی» را در خود دارد. البته استفاده از عبارت «حکومت» در اینجا دلالت بر وجود یک کشور یا دولت و سلسله‌مراتب بالا به پایین نیست.
به نظر می‌رسد این استفاده از واژه کمونالیسم در اواخر قرن بیستم شکل گرفته‌است تا میان سیستم‌های مبتنی بر کمون و جنبش‌های سیاسی دیگر و ایده‌های مشابه، تمایز قائل شود. به‌طور خاص جنبش‌ها و حکومت‌هایی که پیشتر از روشی مشابه استفاده می‌کردند، «آنارشیسم»، «سوسیالیسم» و/یا «کمونیسم» نامیده می‌شدند.
بسیاری از جوامع تاریخی که سوسیالیسم تخیلی یا آنارکو-کمونیسم را برگزیدند، از همین اصول فدرالیسم و مالکیت اشتراکی بهره جستند.
در حالی که کمونالیسم در ابتدا نوعی سوسیال آنارشیسم تصور می‌شد، بعدها به یک ایدئولوژی جداگانه مبدل شد که به گفتهٔ ماری بوکچین سودمندترین عناصر آنارشیسم چپ، مارکسیسم، سندیکالیسم و اکولوژیسم رادیکال را شامل می‌شود. از نظر سیاسی، کمونالیست‌ها از یک جامعه بدون دولت، بدون طبقه‌بندی، بدون پول و غیر متمرکز، متشکل از شبکه ای از مجامع مستقیم شهروندان دموکراتیک در جوامع/شهرهای جداگانه، حمایت می‌کنند.
کمونالیسم همچنین خواهان آزادسازی شهرداری‌ها برای نیل به اهداف ایدئولوژیک خود است و بر خلاف آنارشیسم، از حضور در انتخابات و رای‌گیری نمی‌پرهیزد.

## سیاست‌ها

### شهرداری لیبرترین
در آغاز دههٔ ۱۹۷۰ میلادی، بوکچین گفت عرصهٔ تغییرات اجتماعی لیبرترین باید در سطح شهرداریها باشد. در سال ۲۰۰۱ نیز در مصاحبه‌ای گفت:

«مهمترین مسئله این است که ساختار جامعه را طوری تغییر دهیم که مردم قدرت را بدست آورند. بهترین عرصه برای انجام چنین کاری، شهرداری‌ها (municipality) هستند - چه در شهر، کلان‌شهر یا روستا - که در آن‌ها ما فرصتی برای ایجاد یک دموکراسی چهره به چهره داریم.»

در سال ۱۹۸۰ بوکچین از عبارت libertarian municipalism به معنی «شهرداری لیبرترین» برای توصیف سیستمی استفاده کرد که در آن نهادهای لیبرترین بر اساس دموکراسی مستقیم در شهرها حاکم شوند و جای دولت مرکزی به کنفدراسیونی از مجموعهٔ این شهرها داده شود. طرفداران این نظریه خواهان ایجاد جامعه‌ای هستند که نمی‌تواند وجود هم‌زیستانه دو قدرت — دولت مرکزی و کنفدراسیون شهرها — را تحمل کند. کمونالیسم این شیوه را برای دستیابی به جامعه‌ای آزاد حیاتی می‌داند.
شهرداری لیبرتارین تنها خواهان به دست گرفتن شورای شهر یا ایجاد دولتی سازگار با محیط زیست نیست؛ بلکه در تلاش برای بازطراحی و دموکراتیزه کردن این ساختارها، ریشه‌کن کردن نظام فاسد مجامع عمومی و همراه کردنشان با کنفدراسیون برای ایجاد اقتصاد منطقه‌ای مناسب است. بوکچین خلاصهٔ این روند را «دموکراتیک کردن جمهوری، سپس رادیکال کردن دموکراسی» می‌داند.
این ایده یک قدرت دوگانه است که مشروعیت حکومت و دولت را زیر سؤال می‌برد. کمونالیست‌ها باور دارند که این روش می‌تواند از شهرهای دور و نزدیک آغاز گردد و با افزایش تدریجی و آرام شهرهای خودفرما و لیبرتارین، کنفدراسیون ایجاد شود. تنش رو به رشد ناشی از ظهور کنفدراسیون‌های شهری، ممکن است منجر به مقابله‌ای بین دولت و حوزه‌های سیاسی مذکور شود؛ لذا تنها زمانی ایجاد کنفدراسیون شهرها مقدور است که جامعه در قالب جنبش‌های مردمی خواهان چنین شیوه‌ای از حکومت باشد.

### کنفدرالیسم
کمونالیست‌ها، نیاز به کنفدراسیون را بسیار مهم می‌دانند و روشی شبیه به سیستم «شوراهای تو در تو» در سیاست‌های مشارکتی دارند. 
بنا بر گفتهٔ بوکچین، «کنفدراسیون تاریخی طولانی از خود دارد که به دوران قدیم رسیده و به عنوان یک جایگزین عمده برای دولت-ملت بوده‌است. در انقلاب آمریکا، انقلاب فرانسه و انقلاب ۱۹۳۶ اسپانیا همواره کنفدرالیسم چالشی بزرگ در برابر تمرکزگرایی دولت بود. به نظر می‌رسد که کمونالیزم یک معیار دمکراتیک رادیکال را به مباحث معاصر کنفدراسیون (مثلاً یوگسلاوی و چکسلواکی) می‌افزاید و آن تشکیل کنفدراسیون از شهرهای بزرگ و کوچکی است که مجاور یکدیگرند و غیر تمرکزگرا هستند. 
عبدالله اوجالان رهبر حزب کارگران کردستان که بعد از آشنایی با نظریات بوکچین از ایده‌ی کردستان واحد و مبارزه برای تشکیل دولت-ملت کُرد دست کشیده است، راه حل مسائل خاورمیانه را تشکیل یک کنفدرالیسم دموکراتیک می‌داند و در کتاب کوچکی با همین نام فلسفه‌ی سیاسی پیشنهادی‌اش را معرفی می‌کند. او همچنین در یک کتاب چهار جلدی با عنوان «مانیفست تمدن دموکراتیک» به تفصیل اصول کنفدرالیسم دموکراتیک را شرح داده است. از نظر اوجالان به دلیل وجود ادیان و زبان‌ها و فرهنگ‌های بسیار متنوع در خاورمیانه، تنها با تحقق یک کنفدرالیسم، آزادی همه‌ی ملت‌ها تضمین خواهد شد. او پایه‌های بنیادی کنفدرالیسم دموکراتیک را آزادی زنان، کمون‌ها، و اکولوژی معرفی می‌کند .

## اقتصاد
کمونالیسم نقدهایی را به اقتصاد بازار و سرمایه‌داری (کاپیتالیسم) وارد می‌داند و معتقد است که این سیستم‌ها باعث نابودی محیط زیست و تفکر 'رشد یا مرگ' و همچنین شهروندانی از خود بیگانه می‌شوند. این عقیده پیشنهاد می‌کند که جوامع با لغو اقتصاد بازار و پول، روش اقتصاد دستوری غیر متمرکز را تحت کنترل شهرداری‌های محلی و شرکت‌های تعاونی ایجاد کنند.
کمونالیست‌ها معتقدند در این اقتصاد بر پایه شهرداری - که کنفدرال و مستقل بوده و همگام با استانداردهای زیست‌محیطی، و نه تنها تکنولوژیکی، است - بهره و منافع ویژه‌ای که امروزه میان افراد کارگر، مهندس، مدیر، صاحبان سرمایه‌داری و غیره تقسیم می‌شود، به منافع عمومی منجر می‌شود (منافع اجتماعی) که مردم خود را به عنوان شهروندی به شدت تحت تأثیر نیازهای جامعه و منطقه خود قرار می‌دهند و از جانب به خطر افتادن منافع شخصی خود مصون خواهند شد.